# Степівська сільська територіальна громада
Степівська сільська територіальна громада — територіальна громада України в Україні, у Миколаївському районі Миколаївської області. Адміністративний центр — село Степове.
Утворена 28 листопада 2019 року шляхом об'єднання Катеринівської, Кубряцької, Широколанівської сільських рад Веселинівського району та
Степівської сільської ради Миколаївського району.
15 квітня 2020 року Кабінет Міністрів України затвердив перспективний план формування територій громад Миколаївської області, в якому Степівська ОТГ відсутня, а Катеринівська, Кубряцька, Степівська та Широколанівська сільські ради включені до Михайлівської ОТГ.

## Населені пункти
До складу громади входять 16 сіл: Весняна Квітка, Гамове, Зелений Гай, Іванівка, Катеринівка, Кринички, Кубряки, Михайлівка, Новогригорівка, Новокатеринівка, Новоселівка, Піщаний Брід, Степове, Трихатське, Червоне поле, Широколанівка.